# Cantonul Haut-Nebbio
Cantonul Haut-Nebbio este un canton din arondismentul Calvi, departamentul Haute-Corse, regiunea Corsica, Franța.

## Comune
| Comune                | Populație (1999) | Cod poștal | Cod INSEE |
| --------------------- | ---------------- | ---------- | --------- |
| Lama                  | 164              | 20218      | 2B136     |
| Murato                | 626              | 20239      | 2B172     |
| Pietralba             | 430              | 20218      | 2B223     |
| Piève                 | 115              | 20246      | 2B230     |
| Rapale                | 148              | 20258      | 2B257     |
| Rutali                | 372              | 20239      | 2B265     |
| Sorio                 | 140              | 20246      | 2B287     |
| San-Gavino-di-Tenda   | 58               | 20246      | 2B301     |
| Santo-Pietro-di-Tenda | 356              | 20246      | 2B314     |
| Urtaca                | 187              | 20218      | 2B332     |